# Filmset

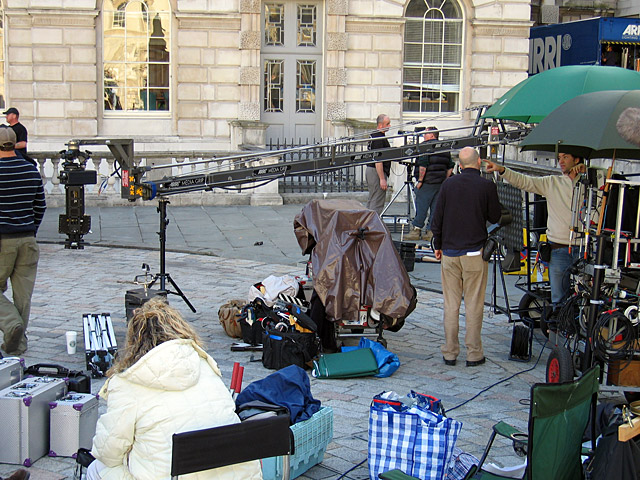
Filmcrew op een filmset in Londen, tijdens de opnamen van Sherlock Holmes and the Case of the Silk Stocking (2004)

Een filmset is een locatie of studio waar voor korte of langere tijd een filmcrew komt en waar wordt gewerkt aan een film of televisieprogramma. Specifieker is de omschrijving: daar waar de camera en het licht op gericht is.

## Locatie
De locatiescout zoekt een geschikte plaats om te filmen. Als de gewenste plaats is gevonden, worden er foto's gemaakt. Deze foto's worden voorgelegd aan de regisseur en de artdirector. Als deze er wat in zien, wordt de locatie bezocht door een delegatie die kan bestaan uit de regisseur, artdirector, productie, director of photography en de locatiemanager. De locatiemanager zorgt er tijdens de opnamen voor dat de locatie netjes en correct wordt gebruikt volgens de afspraken met de eigenaar van de locatie.

## Studio

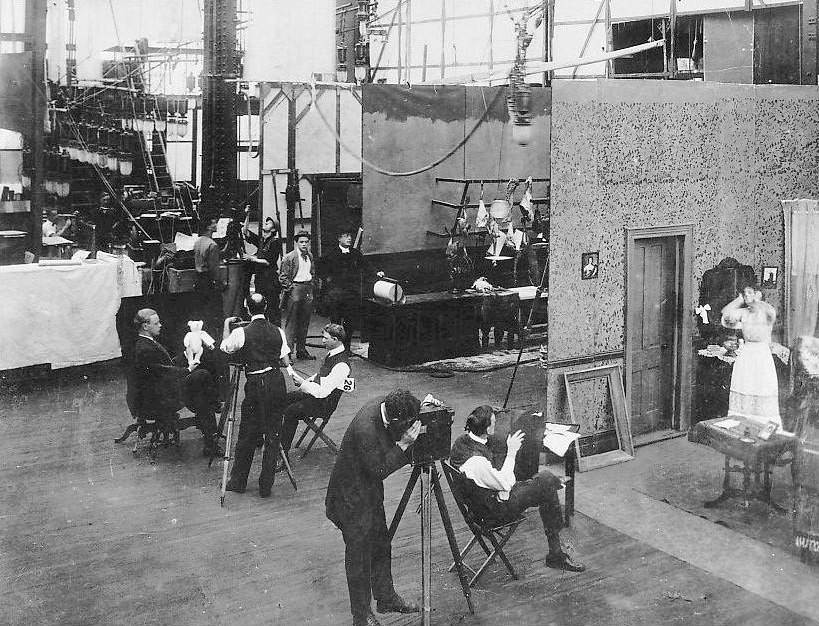
Edison Motion Picture Studio in New York

Als er een decor nodig is, omdat een gewenste locatie niet voorhanden is of diverse locaties te ver van elkaar verwijderd liggen, wordt er gebruikgemaakt van een studio. Dit is een plaats waar de faciliteiten, zoals camera- en lichtapparatuur, makkelijk voorhanden zijn en ook waar de omstandigheden gunstig zijn. Hierbij kan gedacht worden aan de hoogte van het gebouw, vlakke vloer, energievoorziening, parkeerruimte voor de diverse vrachtwagens, enzovoort. Ook is men hierdoor niet afhankelijk van het weer.

## Aanpassingen
Als tussenoplossing komt het voor dat op de locatie een decor wordt gemaakt. De locatie is dan onvoldoende als set, maar met enig bouwwerk wel daartoe om te bouwen.
Voor de schoenreparatiewinkel van de vader van Pietje Bell in de gelijknamige bioscoopfilm uit 2002 werd in de Belgische stad Gent voor een 'moderne' pui een ouderwetse pui geplaatst. Deze was dusdanig mooi gemaakt, dat de eigenaar van de desbetreffende winkel vroeg of de pui voor zijn gevel mocht blijven.